# 514

## Догађаји
- Виталијан, византијски генерал, поново креће у Цариград. Флота од 200 пловила испловљава из црноморских лука и блокира улаз у главни град луке. Цар Анастасије I је узнемирен немирима у граду, који су коштали много жртава, и одлучује да преговара са Виталијаном.
- Виталијан прихвата новац за откупнину и поклоне у вредности од 5.000 фунти злата за ослобађање Ипатија, нећака Анастасија I који је био заробљеник од напада у Акрису (видети 513). Виталијан се повлачи назад у Доњу Мезију.
- Циса од Сасекса постаје краљ Јужних Саса након очеве смрти.
- Беопхеунг постаје краљ корејског краљевства Сила.
- 19. јул – Папа Симах умире у Риму после 16-годишње епископства а наследио га је папа Хормизд као 52. римски епископ.